# Bernin
Bernin – miejscowość i gmina we Francji, w regionie Owernia-Rodan-Alpy, w departamencie Isère.
Według danych na rok 1990 gminę zamieszkiwały 2473 osoby, a gęstość zaludnienia wynosiła 322 osób/km² (wśród 2880 gmin regionu Rodan-Alpy Bernin plasuje się na 354. miejscu pod względem liczby ludności, natomiast pod względem powierzchni na miejscu 1305.).
Przez gminę przepływa rzeka Isère. 